# 能勢電鐵
能勢電鐵股份有限公司（日语：／ Nose Dentetsu */?），簡稱能勢電鐵，是日本的一家鐵路公司，經營連接兵庫縣川西市川西能勢口站和妙見山及日生新市鎮的鐵路。總部位於兵庫縣川西市平野一丁目35番2號。公司名稱來源於該公司最初設立目的是服務前往能勢妙見山參拜的乘客。現在能勢電鐵經營有兩條鐵路線和一條纜索鐵路線，營業里程全長15.4公里。能勢電鐵是阪急電鐵的子公司，使用阪急退役的列車。能勢電鐵現在運行有妙見線和日生線兩條線路（日生線為妙見線支線），此外還運行有一條纜索鐵路和纜車。

## 路線列表

## 外部連結
- 能勢電鉄ホームページ （页面存档备份，存于）
- カーブにまっすぐ勝負　能勢電鉄 （页面存档备份，存于） - asahi.com、2008年9月27日
- 能勢電鉄株式会社のせでん （页面存档备份，存于） - 公式YouTubeチャンネル
- のせでんスクエア （页面存档备份，存于） - 非公式ファンサイト

| 路線記號 | 中文線名 | 日文線名 | 起點               | 終點             | 距離（公里） |
| -------- | -------- | -------- | ------------------ | ---------------- | ------------ |
| NS       | 妙見線   |          | 川西能勢口（NS01） | 妙見口（NS14）   | 12.2         |
| NS       | 日生線   |          | 山下（NS10）       | 日生中央（NS21） | 2.6          |